# Podochilus marsupialis
Podochilus marsupialis là một loài thực vật có hoa trong họ Lan. Loài này được Schuit. miêu tả khoa học đầu tiên năm 1998.